# カローラ・ヘグクヴィスト
Carola（カローラ、本名：Carola Maria Häggkvist（カローラ・マリア・ヘグクヴィスト）。1966年9月8日 - ）は、ストックホルム出身のスウェーデンの歌手。

## 人物
- 1977年のスウェーデンのタレントショーで優勝し、数年後、友人の紹介でスウェーデンの大物プロモーターBert Karlssonと知り合いになる。
- 1983年、16歳でユーロビジョン・ソング・コンテストのスウェーデン決勝（メロディーフェスティバーレン）で"夏はセブンティーン (Främling)"優勝 (当時最年少出場。過去最年少優勝)。そしてミュンヘンで行われたユーロビジョン・ソング・コンテストでは3位という結果に。7年後のメロディーフェスティバーレンでは、1位と15点の差をつけられ、2位に終わり、ヨーロッパ決勝の切符を逃したが、翌1991年メロディーフェスティバーレンとユーロビジョン・ソング・コンテストで優勝した。
- 2005年のユーロビジョン・ソング・コンテストの50周年の記念行事（Congratulations）がコペンハーゲンで行われ、カローラは、エントリーナンバー1番、サー・クリフ・リチャードのコングラチュレーションズの曲紹介 (1968年ユーロビジョン・ソング・コンテスト出場曲、優勝に1歩届かず2位) と、自分の1983年の出場曲である、"夏はセブンティーン"を歌った。
- 2006年、15年ぶりにメロディーフェスティバーレンに出場。イェーテボリで行われた準決勝で1位を取り、決勝進出。そしてスウェーデン決勝は3月18日にストックホルムのグローベンで行われ、審査投票では2位だったが、国民投票では437 876票を獲得し逆転優勝を果たした。アテネ大会の準決勝では214点で決勝進出、決勝では170点で5位に終わった。

- 1990年5月19日にノルウェー人の牧師、ルーナール・スォーガード(Runar Søgaard)と結婚し1998年に長男アマデウスが誕生したが、2000年に離婚。今は、ストックホルムのクングスホルメン島に住んでいて、たびたび、家族を訪ねている。カローラは、長男アマデウスとストックホルム郊外のサルトフォーバーデンに住んでいる。

## 主な代表作
- 夏はセヴンティーン (Främling/Love isn't Love)(1983)
- 思い出のラヴストーリー Rutterfly (スポーツ飲料プリップスCMソング)
- Mitt i ett äventyr (1990)
- Fångad av en stormvind (1991)
- När löven faller (2003)
- Genom allt (2005)
- Evighet/Invincible (2006)